# Mistrzostwa Świata w Short Tracku 1997
22. Mistrzostwa Świata w Short Tracku odbyły się w Japonii, w Nagano, w dniach 29 - 30 marca 1997 roku. Rozegrano 10 konkurencji: 500 m, 1000 m, 1500 m, 3000 m kobiet i mężczyzn oraz sztafetę 3000 m kobiet i 5000 m mężczyzn. Medale przyznano w wieloboju i sztafetach. W klasyfikacji medalowej najlepsi byli Koreańczycy.

## Klasyfikacja medalowa
| Lp. | Kraj              | Złoto | Srebro | Brąz | Razem |
| 1.  | Korea Południowa  | 3     | 0      | 1    | 4     |
| 2.  | Chiny             | 1     | 1      | 0    | 2     |
| 3.  | Kanada            | 1     | 2      | 1    | 4     |
| 4.  | Japonia           | 0     | 0      | 1    | 1     |
| 4.  | Stany Zjednoczone | 0     | 0      | 1    | 1     |
| 4.  | Włochy            | 0     | 0      | 1    | 1     |

## Medaliści
| Konkurencja | Złoto                                                                             | Srebro                                                                                     | Brąz                                                                                           |
| Mężczyźni   |                                                                                   |                                                                                            |                                                                                                |
| Wielobój    | Kim Dong-sung                                                                     | Marc Gagnon                                                                                | Derrick Campbell Saturo Terao                                                                  |
| Sztafeta    | Korea Południowa Kim Dong-sung · Lee Jun-hwan · Lee Ho-eung · Kim Sun-tae         | Kanada Jonathan Guilmette · Marc Gagnon · Derrick Campbell · Éric Bédard · François Drolet | Włochy Orazio Fagone · Mirko Vuillermin · Nicola Franceschina · Fabio Carta · Michele Antoniol |
| Kobiety     |                                                                                   |                                                                                            |                                                                                                |
| Wielobój    | Chun Lee-kyung Yang Yang (A)                                                      |                                                                                            | Won Hye-kyung                                                                                  |
| Sztafeta    | Kanada Isabelle Charest · Nathalie Lambert · Christine Boudrias · Annie Perreault | Chiny Yang Yang (S) · Wang Chunlu · Yang Yang (A) · Sun Dandan                             | Stany Zjednoczone Amy Peterson · Erin Porter · Julie Goskowicz · Erin Gleason · Karen Cashman  |

## Wyniki
| Konkurencja | 1.               | 2.               | 3.                 |
| Mężczyźni   |                  |                  |                    |
| 500 metrów  | Derrick Campbell | Kim Dong-sung    | Saturo Terao       |
| 1000 metrów | Kim Dong-sung    | Lee Jun-hwan     | Kai Feng           |
| 1500 metrów | Marc Gagnon      | Orazio Fagone    | Mirko Vuillermin   |
| 3000 metrów | Kim Dong-sung    | Saturo Terao     | Marc Gagnon        |
| Kobiety     |                  |                  |                    |
| 500 metrów  | Yang Yang (A)    | Isabelle Charest | Marinella Canclini |
| 1000 metrów | Yang Yang (A)    | Won Hye-kyung    | Chun Lee-kyung     |
| 1500 metrów | Chun Lee-kyung   | Won Hye-kyung    | Yang Yang (S)      |
| 3000 metrów | Chun Lee-kyung   | Won Hye-kyung    | Yang Yang (A)      |